# Misimianos
Os misimianos (em grego clássico: Μισιμιανοί; romaniz.: Misimianoí; em georgiano: მისიმიელები; romaniz.: misimielebi) ou misimianelianos são uma tribo mencionada por diversos autores da antiguidade como habitando o Vale de Kodori e do território Carachay-Circassia. Pela primeira vez mencionado 555 anos de revolta contra os Bizantinos e livrar-se da influência dos lazs pró-bizantinos. Agora, os misimianos são conhecidos como murzians e formam uma parte única da nação abkhaziana.

## História
Em algum momento entre o século IV e meados do século VI, os misimianos foram conquistados pela Lázica, submetendo-se diretamente a seus reis, assim como seus vizinhos apsilas, mas diferentemente dos abasgos, que mantinham sistema de vassalagem. A fronteira entre misimianos e abasgos era um rio chamado Nenkra, geralmente respeitado, embora talvez mais pelos abasgos que pelos próprios misimianos.
Segundo Agátias, ao fim da Guerra Lázica em 557, todos os povos lázicos já haviam jurado aliança aos bizantinos, com exceção dos misimianos. Os bizantinos e apsilas lhes enviaram emissários, mas os misimianos os mataram e organizaram resistência, concentrada em uma localidade chamada Forte de Ferro, esperando por apoio sassânida. Suas expectativas foram frustradas, e os bizantinos massacraram cinco mil homens até estes pedirem por um cessar-fogo, que lhes foi concedido. Assim como os apsilas, os misimianos permaneceram sob domínio lázico mesmo após algumas tribos serem anexadas ainda no século VI pelos bizantinos, submetidas a um arconte abasgo, mas no século VIII acabaram anexados pelo Reino da Abecásia.